# Svitlo School
Svitlo School (від укр. «світло» та англ. «school», також офіційна назва – Svitlo Education Ltd.) — благодійна онлайн‑школа і спільнота українських освітян, що забезпечує безкоштовну позакласну освіту англійською мовою від вчителів‑волонтерів‑носіїв мови. Офіційна назва благодійного фонду, зареєстрованого в Англії та Уельсі, — Svitlo Education (Charity Commission № 1201542).
Фонд був заснований 14 березня 2022 року Юлією Косько у відповідь на російське вторгнення в Україну, яке спричинило тимчасове закриття місцевих навчальних закладів. Організація ставить за мету формування майбутніх соціальних, політичних та бізнес-лідерів України шляхом розвитку англійської мови, «м’яких навичок» (soft skills). та глобального стилю мислення. Учасники мають змогу проявляти свої здібності як у навчальній, так і в соціальній сферах через систему будинків («Houses») та ролей у студентській раді.
Svitlo School також співпрацює із освітніми організаціями по всьому світу, пропонуючи доступ до освітніх програм, стипендій і літніх таборів у Великій Британії та США.

## Історія створення
Svitlo School заснована Юлією Косько 14 березня 2022 року. Після закінчення української школи та Лондонського університету Юлія об’єднала зусилля з однодумцями в сфері освітнього консалтингу (EducAd Consulting) і започаткувала ініціативу для дітей свого рідного міста Запоріжжя. Перші уроки провели волонтери‑носії англійської з Англії для місцевих учнів онлайн.
Станом на 2025 рік до Svitlo School приєдналися понад 2 500 учнів віком від 10 до 18 років, понад 60 волонтерів‑вчителів та команда українських координаторів.
У січні 2023 року організація офіційно зареєструвалася як благодійна в Великій Британії (Svitlo Education Limited, № 1201542), щорічно подаючи звіти до Charity Commission.

## Напрямки діяльності
Основна мета Svitlo School полягає у підтримці українських школярів поза межами традиційної освіти, де б вони не навча́лися — в Україні чи за кордоном. Головні напрями роботи закладу спрямовані на вдосконалення рівня англійської мови та формування глобального світогляду й «м’яких навичок» (soft skills).

### Освітні програми
Svitlo School пропонує понад 80 онлайн‑курсів із різних дисциплін — від гуманітарних наук, математики й фізики до йоги, медитації, мистецтва та курсу з антикорупції. На відміну від звичайної школи, заняття поєднують академічну складову з розвитком креативності, критичного мислення та навичок командної роботи. Всі уроки ведуться англійською мовою, що створює повне мовне середовище і пришвидшує прогрес учнів.
Для новачків передбачено підготовчі курси англійської, які допомагають досягти рівня, необхідного для основних програм.

### Літні табори та освітні можливості
Школа співпрацює з британськими та американськими освітніми партнерами, щоб забезпечити учням безкоштовні місця в літніх таборах і гранти на короткострокові програми за кордоном. З 2022 року майже 100 учнів отримали місця в таборах, таких як «International House London» та «Buckswood Overseas Summer School».
Svitlo School також отримує підтримку від освітніх компаній:
- Zoom надає безкоштовні ліцензії для проведення онлайн‑занять.
- Pearson забезпечив безкоштовні тести з англійської, місця в британських онлайн‑школах та Академії Pearson у США, а також участь у літньому онлайн‑таборі.
- Duolingo надав понад 200 тестів з англійської мови[5].

### Будування спільноти
Через російське вторгнення багато учнів втратили зв’язки з друзями й однокласниками. Svitlo School проводить соціальні й культурні заходи, щоб відновити відчуття приналежності та надати можливість соціалізуватися:
- Houses — учні поділені на 4 «команди», які змагаються за бали за активну участь в уроках і житті школи.
- Студентська рада — представники учнів ініціюють проєкти та співпрацюють з адміністрацією.
- Система “Buddy” — досвідчені учні супроводжують новачків, допомагаючи їм адаптуватися.

Svitlo також налагоджує співпрацю з українськими школами через програму «Svitlo Reads», метою якої є покращення доступу українських школярів до англомовної літератури. У межах ініціативи у шкільних укриттях встановлюються книжкові стенди у формі англійських телефонних будок, що забезпечує учням можливість читання в безпечному просторі.

## Оцінка діяльності
- ISC Research у журналі «School Leader» (лютий 2025) відзначила Svitlo Education як приклад ініціативи зі створення безпечного майбутнього для учнів в умовах невизначеності[8].
- Ассоціація незалежних шкіл (ISA) опублікувала матеріал «Releasing the Potential of Education in Wartime», де описано виклики українських школярів та роль Svitlo School у їх подоланні[9].
- UCL School of Management відзначила учнівську команду Svitlo за участь у «Deloitte Digital × UCL Design Sprint» (лютий 2024)[10].

- Газета «Україна молода» неодноразово писала про благодійну діяльність та проєкти школи[11][12][13].
- Українське радіо розповідало про школу в програмі «Освітній щоденник»[14].
- European Business Association представила Svitlo School як приклад інноваційного освітнього проєкту[15]
- MOOC4UA включила курси Svitlo School до своєї платформи дистанційного навчання[16]
- Суспільне підготувало телерепортаж про вплив Svitlo School на українську молодь, запис якого опубліковано на офіційному YouTube-каналі організації[17]

## Зовнішні посилання
- Офіційний сайт Svitlo School
- Архівна копія офіційного сайту (11 квітня 2025)```